# 맥 OS 9
맥 OS 9(맥 오에스 나인, Mac OS 9)은 애플이 만들어 1999년 10월 23일에 출시한 마지막 "고전(Classic)" 맥 OS이다. 애플은 이 운영 체제를 지금까지의 "최고의 인터넷용 운영 체제(The Best Internet Operating System Ever)" 라고 소개했었다.
2002년 2월 1일, 지원이 종료되었다.

## 버전 역사
- 9.0 (1999년 10월 23일)
- 9.0.2 (2000년 2월)
- 9.0.3 (2000년 3월)
- 9.0.4 (2000년 4월 4일)
- 9.1 (2001년 1월 9일)
- 9.2 (2001년 6월 18일)
- 9.2.1 (2001년 8월 21일)
- 9.2.2 (2001년 12월 5일)

## 같이 보기
- 애플의 운영 체제 목록